# Bolschoi Kotschmes
Der Bolschoi Kotschmes (russisch Большо́й Кочме́с) ist ein linker Nebenfluss der Ussa in der Republik Komi in Nordwestrussland.
Der Bolschoi Kotschmes entspringt im westlichen Vorland des Subpolarurals. Er fließt zuerst nach Nordosten, macht dann eine Kehre und fließt nach Südwesten durch das Vorbergland. Schließlich dreht der Fluss nach Nordwesten und mäandriert durch das sumpfige Tiefland zur Ussa, welche er wenige Kilometer östlich der Kossju-Mündung erreicht. Der Bolschoi Kotschmes hat eine Länge von 198 km. Er entwässert ein Areal von 1890 km².